# Boo D:son Widén
Boo Vilhelm Jon Drakesson Widén, född 23 november 1913 i Haparanda, död 11 juni 1990, var en svensk arkitekt.

## Biografi
Widén, som var son till häradshövding Wilhelm Widén och Svea  Drake, avlade studentexamen i Djursholm 1933 och utexaminerades från Kungliga Tekniska högskolan 1940. Han anställdes på stadsplanekontoret i Karlskoga stad samma år, på HSB i Stockholm 1941, hos arkitekt Wolter Gahn 1942, hos Carl-Otto Hallström 1943, blev biträdande stadsarkitekt i Jönköpings stad 1944, bedrev egen arkitektverksamhet där från 1945 med kontor i Malmö 1947–1951 och var stadsarkitekt i Hjo stad från 1964. Han ritade bland annat skolor, bostadsområden, industrianläggningar, kontors- och affärshus, institutionsbyggnader, samlingslokaler och utförde stadsplaner.
Han gifte sig 1940 med friherrinnan Siv von Essen, som avled år 2000. Makarna är begravda på Djursholms begravningsplats.

## Verk i urval
- Idas skola, Jönköping
- Gamen 6, Jönköping, 1960
- Landstingets kanslihus
- Frälsningsarmén, Jönköping
- Strandängens vårdhem, Jönköping 1966–1970.
- Eklöfshuset, Jönköping
- Hotell Årevidden, Åre.

## Bilder

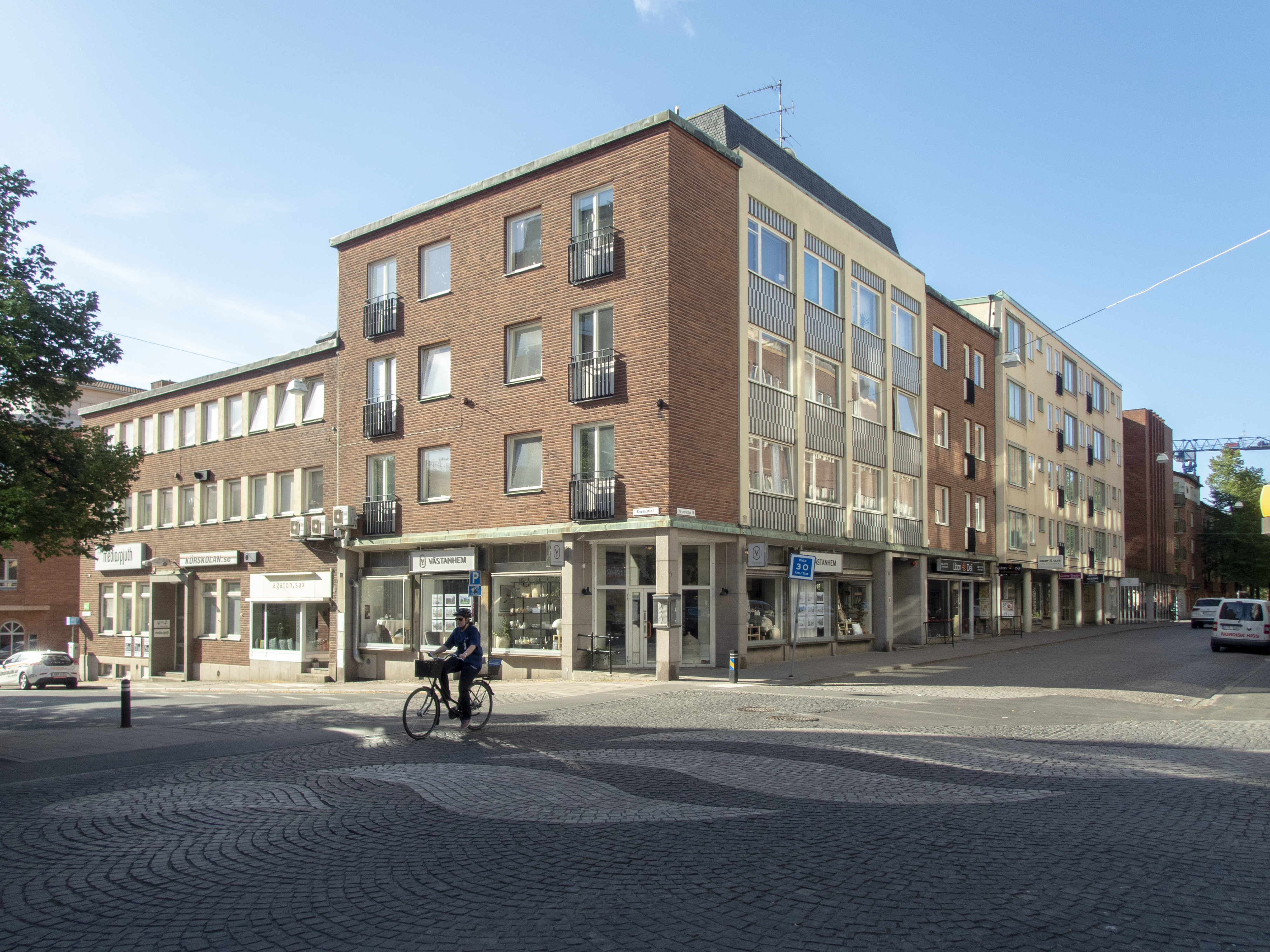
Gamen 6, Jönköping
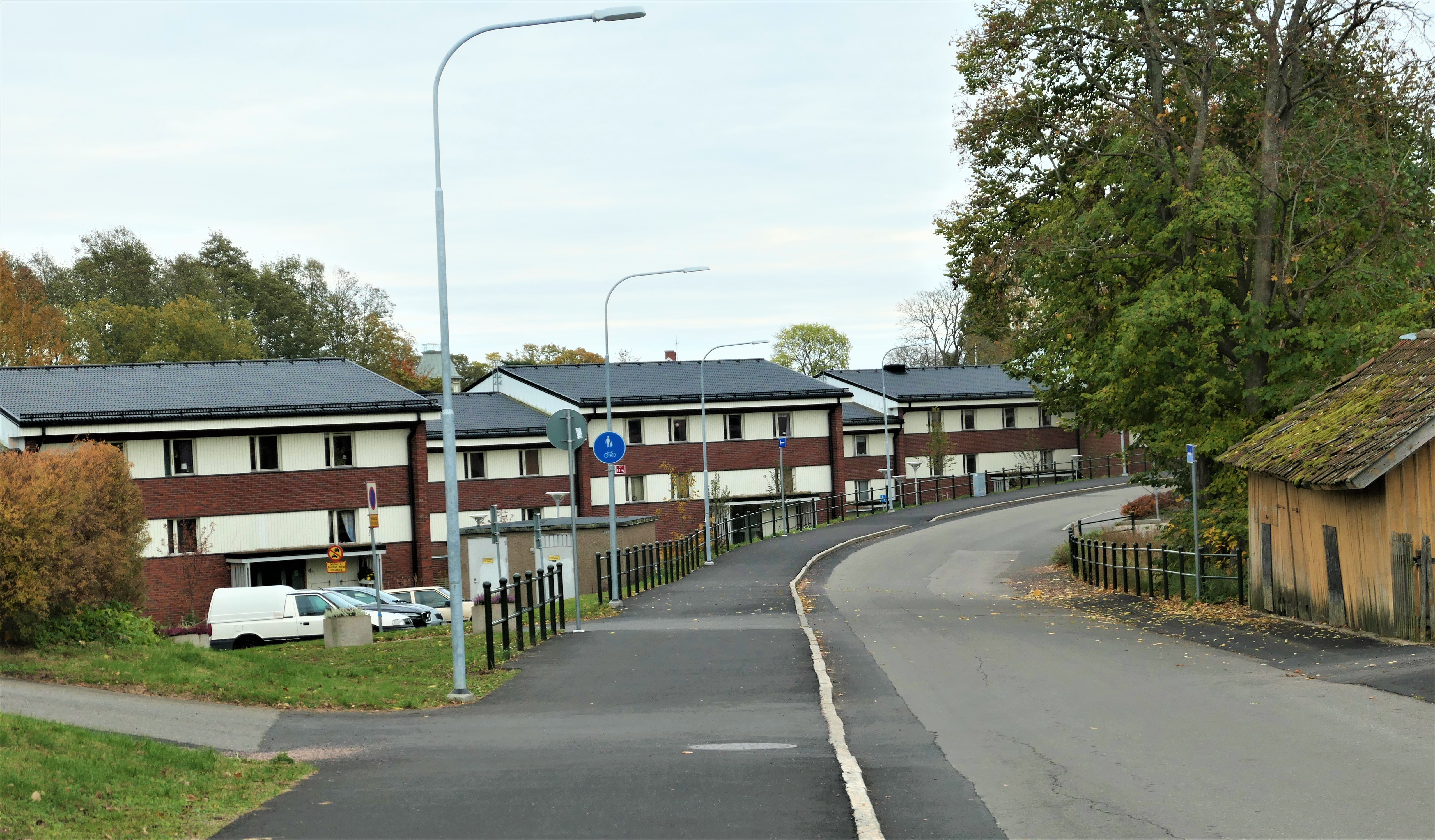
Delar av bostadsområdet Källängen på Strömsdalsvägen, intill Hjoåns dalgång, strax nedanför Hjo brandstation.